# 李嶠
李 嶠（り きょう、生没年不詳）は、唐代の官僚・政治家。字は巨山。本貫は趙州賛皇県。

## 経歴
襄城県令の李鎮悪の子として生まれた。幼くして父を失い、母に孝事して知られた。児童のとき、夢に神人が現れて2本の筆をかれに残したため、学業に専心するようになった。弱冠にして進士に及第し、安定県尉に任じられた。制策甲科に挙げられ、長安県尉に転じた。監察御史に任じられた。嶺南の邕州・厳州の首領が反乱を起こし、反乱討伐の兵が発せられると、李嶠は高宗の命を受けて監軍事をつとめた。李嶠は反乱の罪を特別に赦すとの朝廷の意志を伝え、自ら獠族の洞に入ってかれらを招諭した。反乱者が全て降ると、李嶠は軍事行動を中止して帰還した。給事中に累進した。ときに酷吏の来俊臣が狄仁傑・李嗣真・裴宣礼らを陥れ、かれらを処刑するよう上奏すると、武則天は李嶠や張徳裕・劉憲らに命じてその事件を再調査させた。張徳裕らは狄仁傑らの冤罪を知りながら、罪にかかるのを恐れて、来俊臣の上奏に従った。李嶠は張徳裕らが曲げた事実を列挙し、このため武則天の意にさからい、潤州司馬として出された。のちに召還されて鳳閣舎人に任じられた。
初めて右粛政台が置かれ、天下を巡按することになると、李嶠は上疏してその得失を述べた。武則天はこれを善しとして、天下を二十道に分け、使者の任に耐える者を選ぶよう制を下した。ほどなく李嶠は知天官侍郎事となり、麟台少監に転じた。
聖暦元年（698年）、李嶠は姚崇とともに同鳳閣鸞台平章事（宰相）となった。聖暦3年（700年）、平章事のまま、鸞台侍郎に転じ、修国史を兼ねた。久視元年（同年）、李嶠の母の弟の張錫が知政事（宰相）に入ったため、李嶠は知政事と修国史を退任して、成均祭酒に転じた。ほどなく検校文昌左丞（尚書左丞）・東都留守となった。長安3年（703年）、本官のまま平章事となり、ほどなく知納言事をつとめた。長安4年（704年）、内史に転じた。李嶠は繁忙な職務を固辞し、平章事のまま、再び成均祭酒に任じられた。この年、武則天が白司馬阪に大像を建造しようとすると、李嶠は上疏してこれを諫めた。上疏は聞き入れられなかった。
神龍元年（705年）、中宗が復位すると、李嶠は張易之兄弟と関係があったことから、豫州刺史として出された。赴任しないうちに、さらに通州刺史に左遷された。数月後、召還されて吏部侍郎に任じられ、賛皇県男に封じられた。ほどなく吏部尚書に進み、賛皇県公に進封された。神龍2年（706年）、韋安石に代わって中書令となった。神龍3年（707年）、修文館大学士・監修国史を加えられ、趙国公に封じられた。景龍3年（709年）、中書令を退任し、特進として兵部尚書・同中書門下三品となった。
景雲元年（710年）、睿宗が復位すると、李嶠は懐州刺史として出された。ほどなく老齢のため致仕した。かつて中宗が死去したとき、李嶠は睿宗の諸子を長安から追放するようひそかに上表していた。先天元年（712年）、玄宗が即位すると、その上表文が入手され、問題視された。李嶠は滁州別駕に左遷された。子の虔州刺史の李暢の赴任に従って、虔州に下るよう命じられた。ほどなく廬州別駕に転じ、死去した。享年は70。『文集』50巻があった。

## 伝記資料
- 『旧唐書』巻94 列伝第44
- 『新唐書』巻123 列伝第48